# Bernhard Meijer (godsägare)
Christopher Bernhard Heinrich Meijer, född 23 juli 1810 i Slagslunde, Danmark, död 14 januari 1901 i Trelleborg, var en dansk-svensk godsägare och riksdagsman.
Bernhard Meijer avlade juridisk examen vid Köpenhamns universitet 1830. Han var fullmäktig vid Hirscholms amtstue 1831–1841 och konstituerad amtsförvaltare 1842–1843. Han inflyttade till Skåne 1846, blev arrendator av Häckeberga 1848 och ägare av Marielunds gods i Kristianstads län 1855. Han var föreståndare för Kristianstads läns lantbruksskola,  ordförande under flera år i Gärds härads sparbank, vice ordförande i Kristianstads läns hushållningssällskap 1876—1884. Han invalde som ledamot av Kungliga Lantbruksakademien 1865. Han var ledamot av första kammaren i Sveriges riksdag 1866–1870 samt 1875–1877, invald i Kristianstads läns valkrets.
Bernhard Meijer var gift med Maria Grönqvist, med vilken han fick sonen Bernhard Meijer.